# トミカヒーロー レスキューフォース
『トミカヒーロー レスキューフォース』（Tomica Hero Rescue Force）は、2008年4月5日より2009年3月28日までテレビ東京系にて毎週土曜8時00分 - 8時30分（JST）に放映された、松竹・テレビ愛知制作の特撮テレビドラマ。

## あらすじ
2008年、世界各地で人類の常識を超えた災害「超災害」が多発していた。それは地球滅亡を企む悪の組織「ネオテーラ」の仕業だった。
超災害に対抗するため、世界消防庁は5人の若き精鋭隊員を集めて特別救助部隊「レスキューフォース」を結成。強化スーツを着装し、スーパービークルとレスキューツールを装備した彼らは超災害を爆裂的に鎮圧し、ネオテーラの魔の手から人々を守り抜く。レスキュー成功の合言葉は「爆鎮完了!」。

## 概要

### 特徴
松竹・テレビ愛知制作の特撮番組としては、2年前の2006年に日曜朝に放送された『魔弾戦記リュウケンドー』以来2作目。メインスポンサーであるタカラトミーのロングセラー商品・トミカをベースに、「トミカヒーローシリーズ」としてトミカを活躍させる商品展開の一環として制作の運びとなった作品であり、それまで全日帯アニメ枠だった土曜8時台前半では初めての特撮番組となる。
ハイビジョン制作であり、アナログ放送は16:9のレターボックス放送となっている。また、字幕放送も行われているが、「字幕」のマークはテレビ東京系字幕放送番組では珍しく制作局からのネット送出となっている（同時ネット局のみ）。
本作品はあくまで戦闘よりも人命救助にこだわっている。それは、主人公・轟輝の第1話でのセリフに集約されている。第34話では特にこの点がメインとなっており、レスキューマックスの力をネオテーラへの攻撃に使おうとする企業側とあくまでも人命救助に使おうとするレスキューフォース側の対立がメインとなっている。続編のレスキューファイアー第47話でも似たような内容が取り上げられている。
作風はクール毎によってハードなものからライトなものへと度々変動するものの、各ストーリーを貫く軸であるとともに作品のテーマである「人命救助」の意義を問う要素は一貫して保たれており、それに沿う形で先代レスキューフォースの過去のエピソードや主役、レギュラー、ゲスト各自のアイデンティティーを探し求める姿も描かれている。

### キャスティング・スタッフ
総司令を演じる早見優は特撮番組初出演となる。また制作に松竹が関わっていることもあり、ネオテーラの3幹部の声としてレギュラー出演した安田大サーカスの3人を筆頭に、ゲストとしてよゐこの濱口優、ますだおかだ、オジンオズボーン、海原はるか・かなた、アメリカザリガニなど松竹芸能所属のお笑い芸人が多くキャスティングされている。
この他敵であるネオテーラの首領には、2クール目に登場したダーエンには過去に特撮作品で主演した経験もある和田圭市を、3クール目からの登場となるマーエンの声には斎藤千和をそれぞれ起用している。
シリーズ構成を務める猪爪慎一や脚本の川崎ヒロユキ、監督の辻野正人やおかひでき、そしてSAP剣武会や白組など、『リュウケンドー』から引き続き参加しているスタッフが多いのも特徴の一つである。
また、日下秀昭、長澤奈央ら、過去の特撮作品出演経験者をゲスト出演させる例もいくつか散見される。

### その他
本作品の放送中にテレビ愛知が開局25周年を迎えており、制作クレジット表記にはハートマークに25thと書かれたロゴが記されていた。
一部放送局を除き番組スポンサーに日本自動車連盟（JAF）が入っていることもあり、劇中でメカを運転する際にはシートベルトを装着する描写がある。また、国内でほぼ唯一のレスキュー関係記事を扱った雑誌であるイカロス出版発行の「Jレスキュー」が製作協力としてEDクレジットにて紹介されている。
視聴率面では土曜朝という時間帯での放送であるものの常時3%を記録し、放送時間帯の関係で苦戦を強いられていた『魔弾戦記リュウケンドー』よりも良好な状態をキープした。
また、韓国でも2008年8月より、『出動！レスキューフォース』、台湾では『119特警隊』と題されて放送されている。
後に日産ホールで行われたスペシャルライブステージFinalで、『トミカヒーロー』の世界観は『リュウケンドー』のそれと同じであり、リュウケンドーと魔人軍団ジャマンガの戦いの教訓から世界消防庁が発足したことが明かされた。

## 登場人物

### レスキューフォースとその関係者
世界消防庁から選出された隊員たちで構成される対超災害組織「レスキューフォース」とその関係者について述べる。作中で活動しているのは第2期のレスキューフォースメンバーであり、R5を除く第1期のメンバーは形は別々であれレスキューに関連した役職に就いている。
轟 輝（） / R1（R1マックス）
本作品の主人公。19歳。レスキューフォースに入隊したばかりの新人で、当初は見習い扱いだったが後に正隊員となった。感情豊かで熱くなり易いが、どんな困難な状況でも決して諦めず、人命救助を優先する。現場ではR2と共に最前線で行動。メカニック運転技能特性を保有するのは彼だけだったのでレスキューストライカーの専属操縦者となり、レスキューセイバーが登場するまで現場での大型レスキュービークルの操縦は全て彼が担当していた。後に自身の気合と多くの人の協力を得て、初代R1だった大淵ですら成し得なかったR1マックスへのマックス着装を成功させる。
幼少期は家庭の都合上転校することが多かったことが原因で、かなりの悪ガキだったが、親友との出会いを経て人々を救うレスキューの仕事を志すようになった。装甲のカラーは青。制服とジャケットは5人とも青色だが、後期のオープニングタイトルに登場する隊員証の写真によれば、制服の両袖とズボン（またはスカート）の両脇、ジャケットの袖口と胸ポケットのカラーは各自の装甲と同じ。シーカとのボクシング対決でのマーエンの実況によれば、体重は224ポンド（約101kg）とのこと。
次作品『レスキューファイアー』の前期OPと第37話・第38話・第43話・第44話、てれびくんの付録レスキューファイアーDVDでファイアー1たちと共演している。レスキューファイアーの隊員たちからは「ヒカル先輩」や「先輩」などと呼ばれている。
陣雷 響助（） / R2
21歳。個性的なレスキューフォースの隊員たちをまとめるリーダー格。明るい好青年で、ノリのいい一面もある。現場ではR1と共に最前線で行動する。当初はビークルに乗ることに憧れていて（その時「爆鎮完了」のポーズを練習する際に、リュウケンドーの決めポーズをとったこともある）、中盤から登場したレスキューセイバーの専属操縦者になり、大型レスキュービークルの操縦も行なうようになった。
幼少期にわんぱく相撲の横綱だったことがあり、当時のパワーと熱い性格は今も健在である。先代のR2である神谷との出会いにより、レスキューフォース以外のレスキューの現場を知り、レスキューフォースを卒業した後は彼と同じく地方の消防署に勤める。装甲のカラーはシルバー。
香月 レイ（） / R3
24歳。SAT出身のしっかり者の女性隊員。レスキュー活動だけでなく、ネオテーラとの戦闘でも活躍する実力者。面倒見が良く、後輩である輝のことを気遣っている。小動物が苦手。女性でありながらレスキュー新聞のアンケート「アニキになってほしい隊員」1位に選ばれたこともある。
動きがあまり少ない時はスカート、動きが多い時はショートパンツと、女性隊員は場の状況に応じてスカートとショートパンツを使い分けている。当初からビークルに乗ることを目指して、教習所に通っていたため、途中からビークルの操縦も可能になった。レスキュー中に出会った親子の面倒を見ており、レスキューフォースを卒業してレスキュー学校の講師になってからも度々会いに行っているようである。装甲のカラーは赤。
白木 寿里（） / R4
22歳。優しい笑顔がよく似合う女性隊員。少し天然系の性格だが医学の知識は抜群で、現場では被災者の治療を担当することが多い。戦闘は不得手だが、本気になると、本人が「火事場のスーパーパワー」と称する物凄い力を発揮する。
物凄く大食いで、やたら大量に物を食べている場面が多い。武道家の祖父がおり、寿里の活躍に感化され、石黒の着装を妨害して寿里の祖父がR5となったことがある。輝への呼び名は初期は君付けだったが、中盤以降は「ヒカルン」になった。レスキューフォースを卒業した後は総司令の元で補佐官として働くことになり、いずれは新たな総司令となることを目指している。装甲のカラーは白。
石黒 鋭二（） / R5
30歳。レスキューフォース隊長。現場に出ることはあまり無く、レスキューフェニックスの作戦室から最新の情報を送ったり、ファイナルレスキューの承認を行なうことが多いが、場合によっては単身現場に赴くこともある。またプライベートに部下のメンタルケアを施すなど、目の届く上司である。しかし、入隊当初は輝以上の超熱血漢であり、R5に着装した後の行動にもその一面が反映されている。またR5に変身した時の立ち振る舞いや口調が非常に古臭く、そのため、ネオテーラ三幹部のマールからは「レスキュー親父」、サーンからは「一昔前のヒーローって感じ」、シーカからは「おっさんレスキュー」と言われ、苦手意識を持たれている。
当初は着装すると新人当時の無茶な熱血漢な気質が強く出てしまい、悩んではいるものの輝たちにありがた迷惑をかけたり何の考えもなしに「我がしもべたち」とこの回時点で登場していた全ビークルを出撃させたり、ついにはダーエンにその性格を利用されて罠に嵌められたこともあったが、新人のころに通っていた定食屋の店主から言葉を託された輝の一喝で我を取り戻し、着装しても熱血漢気質を抑制して冷静に現場に出られるようになった。しかし、儘ならない状況で興奮すると、抑制が外れてしまうこともある。
後に、活動場所をヨーロッパへと移しており、続編の『レスキューファイアー』にも登場。レスキューファイアーの隊長である大河リクとは同期で、友人関係である。装甲のカラーは黒。
南部 奈津乃（） / RU / 第1期R4
世界消防庁の総司令。平時はモニターを通じてレスキューフォースに出動を要請する。中盤でR5となった石黒の暴走を心配してレスキューフォースの4人の前に直接赴いたこともあり、その際フルネームが明らかになった。世界消防大学を首席で卒業し、海外留学の後に第1期レスキューフォースのR4として活動していた。当時は、隊員たちの間のマドンナ的存在であり、「ナンシー」はこのころ生まれた愛称である。初代R4のレスキュースーツに似た専用のレスキュースーツを所持していて、RU（レスキューユニバース）として自ら現場へ赴いたこともある。
演じる早見が英語が達者なことからかたびたび英語を交えて話しており、輝たちに英語のことわざを話したりRUへの着装のコールが「チェンジ」、ファイナルレスキューを承認する際に英語で承認するなど、災害現場ではそれが顕著に見られる。仕事では男言葉、プライベートでは女言葉を使い分けているようである。総司令に就任したころに結婚しており、現在は娘もいる。また石黒隊長がブリッジに不在の場合は、代わってファイナルレスキュー承認などの指令など出している。
岡村 尚美（） / システム開発部チーフ / 第1期R3
対アンドロイド対策部に所属する女性。かつては石黒らと同じ第1期のレスキューフォースのR3でもあった。また、R1マックスの開発にも参加していた。おおらかな性格で後任であるレイの相談に乗ってやったりもしている。レイにとってはSATに在籍していたころからの恩人である。再登場した際にはダーエン（大淵）に捕まるも、携帯電話などを駆使しR1マックスの問題点改善のため奔走した。オメガズッケイン戦ではゴッドストライカー用プログラム製作に奔走した。
神崎 律子（） / 技術開発局主任
技術開発局の主任。レスキューフォースのスーツのメンテナンスなどを主としているが、自身もレスキュー訓練は受けている。岡村とともにダーエンに捕まった際には大淵のスーツの修繕などを行う羽目になったものの、岡村と協力してR1マックスの完成までこぎつけた。オメガズッケイン戦ではR1マックスの強化を行った。佐伯同様続編の『レスキューファイアー』にも登場する。
佐伯 文治（） / メカニックチーフ
レスキューフォースの全ビークルのメンテナンスおよび開発を担当している整備士で、初登場時はお蔵入りしていたドーザーのことで響助と対立したが、彼の熱意に負けドーザーを使用するよう石黒に進言した。
オメガズッケイン戦では全ビークルの強化を突貫で他のメカニックとともに行う。レスキューフォースメインメンバー（輝、響助、レイ、寿里、石黒）以外で最後の「爆鎮完了!」の決め台詞を言った数少ない人物である。続編である『レスキューファイアー』にも登場。

### ネオテーラ
地球人類の滅亡を企む組織。クライシスメーカーを始めとする超災害発生メカを使って、超災害を発生させる。ダーエンが健在だったころは空中に浮遊する基地を本拠としていたが、首領がマーエンに代わってからは、毎回各地に点在する基地を転々とするようになった。ネオテーラのアンドロイドの顔の構造は三幹部もアクストもほぼ同一である。
三幹部（三大幹部）
全編を通じて登場。やや間抜けな言動が多いが、当初のレスキューフォースでは歯が立たないほどの戦闘能力を有している。1度はレスキューフォースに倒されたがダーエンに回収されて復活し、それ以降は戦闘モードという形態を有するようになり、普段の衣装から戦闘に特化したスタイルになり、顔も凶悪なものとなっているが、エネルギーの消耗は激しい。人間の姿に変身可能だが、鏡には元の姿が映る。ダーエンの没後、AIダーエンも破壊された後はマーエンに拾われ三度レスキューフォースの前に立ちふさがる。
充電式のため、エネルギーの残量が少なくなると動きが鈍くなり、限界寸前だった時は一般市民にすら追い回されて撃退される有様だった。そのため、充電がままならない状態を救ってくれたマーエンには頭が上がらない。
マーエンが真の姿に戻るためのパワーを手に入れると、用済み扱いされてしまう。その後は動作停止の状態で世界消防庁に拘束される。一度は脱走したもののエネルギー切れになってしまうが、ひょんなことでレスキューを手伝い、改心の意が芽生える。最終的には総司令の計らいにより世界消防庁で働くことになる。
マール
三幹部のリーダー格である指揮官タイプの女性型アンドロイドだが、男性のような声を持つ。周囲から「姫」と呼ばれることもある。少々ヒステリックだが三幹部で唯一マーエンを「お嬢様」と呼び、従順。他の2人と違って人間の娯楽にはまることは無いが、特定の相手を困らせたり、面白いなどの理由で事件を判断したりとどこか愉快犯的。他の2人と共にダーエンから渡されたクライシスメーカーを操作して超災害を起こす。
自分が一度破壊されるきっかけになったR2に対して執拗に敵意を燃やしている。通常でも防御バリアであらゆる攻撃を通さず、馬上鞭を持つ。戦闘モードでの鞭は長い紐状になる。頭の色は金色。名前の由来は丸。
サーン
三幹部の一人。「ネオテーラ三幹部の参謀」を自称する、知性的な科学者タイプの男性型アンドロイド。知能担当である割にそそっかしく、どこか抜けているところもある。戦闘モードでは二振りの剣を武器に使い、軽快な動きで相手を翻弄する。語尾に「ザンス」と付ける。頭の色は銀色。名前の由来は三角。
シーカ
三幹部の一人。「ネオテーラ三幹部の横綱」を自称する、力に長けたパワーファイタータイプの男性型アンドロイド。かなり単純で、お天気お姉さんやボクシング王者にはまったりなどミーハーな部分がある。また、可愛い女の子はいじめたいと思っている。戦闘モードでは鉄の輪のような武器を使い、怪力で敵を圧倒する。語尾に「ゴンス」と付ける。頭の色は赤銅色。名前の由来は四角。R1とのボクシング対決でのマーエンの実況によれば、戦闘モードでの体重は978ポンド（約444kg）。
首領
ダーエン / 大淵（） / 第1期R1
2クール目より登場した、ネオテーラの首領。金色の仮面で素顔を隠した怪人物で、マールたちを「我が僕（）たち」と呼ぶが、当の彼らは創造主である彼のことは知らなかったようである。クライシスメーカーよりも強力な超災害発生メカ「テラリセッター」を送り込み、「人類のリセット」「地球を真っ平らにすること」を企む。格闘術に長けており、レスキューフォースとの戦闘でもレスキューフォースに引けを取らなかった。また、剣も扱う。
その正体は石黒に多大な影響を与え不屈のレスキュー魂を鍛えぬいた新人時代の先輩で、第1期レスキューフォースの隊長・大淵。10年前のある研究所での救助活動の際、平和利用のエネルギー開発と称し新兵器の開発をしていたことで人類への怒りが爆発し、その瞬間に人魚の形をした紫の発光体（バーツ）に憑依されたことにより悪意を増幅され、ネオテーラを結成した。その後、バーツから憑依が解かれると、後輩である石黒に自身が持っていた杖を託し、ネオテーラの浮遊基地の自爆スイッチを起動し基地もろともに命を落としたかと思われた。
レスキューフォース所属時にはR1として活躍しており、岡村たちにコマンダーを修理させR1に着装したこともある。輝の着装するスーツとの違いはバイザーやメットのパーツ、コードネームの部分が紫になっている点と左肩の酸素マスクが銀色になっている（輝の物は青）の2点。また、所持しているレスキューコマンダーの色も赤ではなく紫色である。名前の由来は楕円。
マーエン
3クールより登場した、ダーエンに代わるネオテーラの新たなリーダー。ダーエンによって作られたスーパーコンピューターであり、立体映像を通して三幹部に指令を与える。
「ダーエンの娘」を自称していることから、立体映像もダーエンが被っていた金色の仮面に似た頭部を持つ少女型のアンドロイドの姿となっており、ツインテールのような角があり顔は笑みを浮かべたような形になっている。性格にも我侭で子供っぽい面が多く見られる。「 - しちゃうのダー！」など、語尾に「ダー」を付けて話すことが多い。
ダーエンの意思を継ぎ、超災害発生メカ「ズッケイン」を使いより強力な超災害「メガトンクライシス」を起こすことで人類滅亡を企む。終盤でスーパーマックスブラスターのエネルギーを取り込み、真の姿を取り戻す。その際、口調も大きく変化した。名前の由来は真円。
バーツ
ネオテーラの総帥。6億年前に何者かによって創り出された地球の監視する役割を持ったナノコンピューターの集合体であり、姿を変えては人々の前に現われ、地球の危機を警告してきた。大淵に憑依していた人魚の形をした紫の発光体の正体でもある。大淵の悪意を増幅させただけだと大淵本人が語っており、ネオテーラの結成はあくまで大淵の意思である。マーエンはこの姿を取り戻すまでの仮の姿である。
人間が地球を滅ぼす存在と認識し、人類殲滅を目指して、大淵にネオテーラを結成させた。感情に左右されずに物事を判断できる上、通常のコンピューターよりも優れた計算能力を有しているため、スーパーファイナルレスキューでさえ、彼の予測の範囲内だった。世界各地に自身と同型の浮遊物体を設置し、人類殲滅を狙った。スーパーファイナルレスキューは通用しなかったが、レスキューフォースの超突貫攻撃の前に敗れ去った。名前の由来はバツ。
アクスト
サーンが開発した量産型アンドロイド。「ザンス」と発声する。三幹部の指示に従い、レスキューフォースの活動の妨害を行なう。バイクやスケボーを乗りこなすなど器用な一面もある。
当初は全身黒で、武器は持っていなかったが、中盤からは三幹部とともに強化され、体の模様のカラーリングが三幹部の頭部と同じ色になった各三幹部が個別に運用するタイプになり、鉄棒のような武器を装備する。
ラインが赤で「ダーエン」と発声するダーエン直属のアクスト、ラインの色が赤で側頭部にマーエン同様に角がついており、発声は「マーエン」で仕草もマーエンと同じであるマーエン直属のアクストといった、様々なバリエーション機が存在する。レスキューフォースもデータを保持しており、訓練用にバーチャル・リアリティーで使用されるが、バーチャル・リアリティーの方は、第26話でアクシデントによって、暴走を起こした。

## メカニック

### レスキューフォース
レスキューフェニックス
レスキューフォースの本部兼移動前線基地。初動出動時には飛行能力を持ったフライトモードへと変形、機首先端部に挟み込み吊り下げるような形でレスキューストライカーを搭載後、現場へと急行する。
現場では指令基地形態のフォートレスモードへ戻り、前線基地として機能する。またコアストライカーマックスの発進時は、高速で発進させることのできるスパイラルカタパルトモードに変形する。
左右のウイングに合わせて2門の放水砲を搭載している。
レスキューアイ
宇宙空間から超災害を監視する人工衛星。続編である『レスキューファイアー』にも登場し、超火災を監視しているが、1度、ジャカエンのロケットハナビエンに乗っ取られてしまった。『レスキューファイアー』ではナビボイス音声が変更されている。

#### レスキュービークル
レスキューフォースが使用する高性能マシン。大・中・小型の3種類とそれらを合体させたものに分けられる。実在する車両をモデルにしているものが多い。意思があるように描写がされている場面がある。また続編の『レスキューファイアー』の前期EDにもコアダイバー以外の全てのビークルが登場している。
大型ビークルは単体で、中型ビークルは大型ビークルと合体することで超災害を鎮圧するための強力な機能「ファイナルレスキュー」を発動する。
超大型ビークル
複数の大型ビークルが合体したもの。場合によっては中型ビークルも合体に加わる。
レスキューマックス
レスキューストライカーとレスキューセイバーが合体した巨大ロボット。大淵が遺した設計図を元に、半年の歳月をかけて開発された。人型に近いフォルムを有しており、重厚な外見とは対照的な敏捷な動きをとることが可能である。ファイナルレスキューは左腕に装着されたセイバーの放水銃から弾丸状の超冷却液を発射後、そのまま突撃し対象を粉砕するマックスキャノン。コアセイバーが搭載されている部分はそのまま足になるため、メインパイロットであるR1が蹴り技を多用することも相まってコアセイバーの搭乗者には負担がかかる。
レスキューマックスドリルドーザー
レスキューマックスの左肩にレスキュードーザーの先端部、右肩にレスキュードリルのドリルを合体させた形態。ファイナルレスキューはレスキュードーザーで投げた対象物を、レスキュードリルで破壊するマックスブラスター。
ゴッドストライカー
レスキューストライカーとレスキューセイバー、および5機の中型ビークルが合体した巨大ビークル。輝がオメガズッケインに対抗して考え出した物である。合体パターンはダークダーエンに近いもので、違いは後ろ半分がセイバーになってその上にターボが合体している点とライザーのはしご部分とドーザーの装着位置が左右逆になっている点。このために作られたカード「オープンアップ」で全ビークルのリミッターを解除することでレスキューマックスドリルドーザー以上のパワーを発揮するが、同時にエンジンにも過負荷がかかるため長時間の運用には危険が伴う。ファイナルレスキューはパーツを分離しつつ全てのビークルのエネルギーを込めたドリルで相手を貫くストライカーアタック。急ごしらえのため、合体・ファイナルレスキュー共にレスキューコマンダーにカードを通さない（合体時はコマンダーの数字キーでコマンドを入力していた）。
スーパーレスキューマックス
レスキューストライカーとレスキューダイバーが合体した巨大ロボット。飛行能力が加わったことと、手先が5指のマニピュレーターになったことがレスキューマックスとの大きな違いである。右肩にドリル、両翼にカッターが装備されている。また、コアダイバーの搭乗者への負荷は軽減されている。防水性はいまいちで、水龍に飲み込まれてコックピットが水で満たされたことがある。ファイナルレスキューは左手マニピュレーターの指先5本から発射される超冷却液で標的を凍結させ、右肩に装備したドリルで破壊するドリルブラスター。
スーパーレスキューマックスクレーン
スーパーレスキューマックスの左肩にレスキュークレーンのクレーンを合体させた形態。ファイナルレスキューは周囲一帯に冷却液を撒いて標的を凍結させ、クレーンで捕獲しドリルで破壊するスーパーマックスブラスター。
なお、クレーンはレスキューマックスにも合体可能らしい（このときは合体カードの異常で失敗している）。
グレートゴッドストライカー
最終決戦の際にレスキューフォースが使用したレスキューストライカー、レスキューダイバーおよび修理が完了したレスキューセイバーの3台をコアに6台の中型ビークルすべてを合体させた最後の切り札。
合体パターンはダイバーの上にショベルのバケット部分、ストライカーの前半分部分の右側にクレーンのアーム、左側にライザーのはしご（なお、玩具版の公式画像ではショベルのクローラーも装備しているが、劇中では合体シークエンスと同様に装備していないシーンと、玩具版と同様に装備しているシーンが混在している）、セイバーの後ろに合体したストライカーの後ろ半分の上にドリル、ターボ、ドーザー、ショベル&ドリルの基部、フラッシュキャノン、セイバーとダイバーの後ろのパーツ、ダイバーの翼が合体したユニットを装備している。R1、R2以外にライザーにR3、ショベルにR4、クレーンにR5が乗っている。
ファイナルレスキューは全ビークルの攻撃で標的を冷凍・破壊するグレートフルキャノン。1度しか使用できない究極のファイナルレスキューであるためスーパーファイナルレスキューと呼ばれている。ゴッドストライカーとは異なり、通常のレスキューカードを5人が使用してスーパーファイナルレスキューを発動した。最終的にはゴッドストライカーのストライカーアタックのような合体を解除しながらの突撃でバーツを撃破した。
大型ビークル
レスキューフォースの搭乗した専用小型ビークルを収納し、起動するビークル。レスキューフォースの戦闘および救助活動の主力となるビークルである。
レスキューストライカー
災害鎮圧活動の中心として活躍する放水車型のメインビークル。基本的にR1専用だが、R2やR3がドライバーを務めたこともある他、続編の『トミカヒーロー レスキューファイアー』ではファイアー3が運用する。
様々な化学成分を混入した水を放水して、どんな種類の炎でも消し去ることが出来る。出動時には車体前部にコアストライカーやコアストライカーマックスを、車体後部のコンテナにコアエイダーや無人小型ビークルを2台搭載する。レスキューファイアーではコアストライカーの代わりに通常ダッシュ3が搭載されるが1回だけファイアー1がドライバーを務めダッシュ1で運用されたこともある。また、中型ビークルとの合体機能を備えており、起動時にはレスキューコマンダーより「ハイパーアップ」の音声が流れる。
ストライカー単体でのファイナルレスキューは超強力放水弾を発射するウォーターキャノン。
続編ではレスキューファイアーに貸し出されていたが、火炎魔人カニタンクエンの攻撃により完全に破壊されてしまった。しかしその後ヨーロッパへ搬送され、完全に修復・強化され、ヨーロッパの活動においてウォーターキャノンでカニタンクエンを撃破する雄姿も見られた。
レスキューセイバー
装軌式放水車型ビークル。基本的にR2専用だが、R5やR1がドライバーを務めたこともある。車体の右側のコンテナにはコアセイバーを搭載する他、1 - 4号機のミニビークルに分離することもできる（マックス合体時以外は未登場）。レスキューストライカーと同様に中型ビークルとの合体機能を備えている。
単体でのファイナルレスキューは弾丸状の超冷却液を発射するフラッシュキャノン。フラッシュキャノンから発射するドリル型ミサイルも存在するが、本編未使用。レスキューダイバー登場後は出番が減るが、1度だけレスキューマックスとして登場した他、グレートゴッドストライカーを完成させる際に再登場した。
レスキューダイバー
レスキューセイバーの後継機として登場した飛行能力を有したビークル。基本的にR2専用だが、R4がドライバーを務めたこともある。
単体でのファイナルレスキューは冷凍弾をまとって突撃し、山一つ凍り付かせるほどの威力を持つフラッシュドリル。

ジェットビハイクルモード
ストライカーとダイバーの単体での合体形態。最終決戦の終盤、一時的にこの形態になった。
なお、この状態ではストライカー/ダイバーとも放水銃が使えないため、あくまで高速移動用と思われる（劇場版でもそのような形で登場した）。
ゼロファイヤー
R5専用ビークルとして登場した、中型ビークルを5台輸送可能な大型トレーラー型のビークル。初出場時は現場までRUが操縦した。元々、映画オリジナルビークルとして登場したもので、本編への登場は1度のみ。続編の『レスキューファイアー』では、整備された中型ビークル輸送機としてエキストラで登場している。

中型ビークル
大型ビークルをサポートするビークル。基本的には無人だが、搭乗しての操縦も可能である。ライザー、ショベル、クレーンのコックピットは小型ビークルを使用しての搭乗で、きちんとした形で搭乗したのは『レスキューファイアー』でのドリルのみである。大型ビークルとの合体により、ファイナルレスキューを発動する。最終決戦の後に修理され、『レスキューファイアー』でその様子が見られる。『レスキューファイアー』44話ではレスキューライザー以外がチューンナップされ、超火災に対応できるように強化されカラーリングも変更されている。
レスキューライザー
はしご車型ビークル。長大なはしごを伸ばして、高所にいる要救助者を救出する。はしご先端部から強力な放水を行い、消火活動でも活躍する。玩具では機体前部には小型ビークルを収納することが可能。はしご部に操縦席があり、グレートゴッドストライカーへの合体時にはR3が操縦した。
ライザーストライカー / ライザーセイバー
レスキューストライカー（レスキューセイバー）とレスキューライザーの合体形態。ファイナルレスキューは超高所からレーザーのような鋭い放水を発射するライザースプラッシュ。なお、ライザーセイバーは劇場版にのみ登場する合体形態であるが、合体シークエンスとファイナルレスキューは劇中で披露していない。
レスキューショベル
ショベルカー型ビークル。圧倒的なまでのパワーで瓦礫の除去や壁の破砕作業などを行なう。バケット部は展開して、クローモードに変形する。車体の色は黄色。操縦席も備えられており、最終決戦時にはR4が操縦した。『レスキューファイアー』では、カスタムビークルのレッドタイプが登場する。
ショベルストライカー
レスキューストライカーとレスキューショベルの合体形態。ファイナルレスキューは単体時以上のパワーでショベルを振るい、バケットの一撃であらゆる物を粉砕するショベルクラッシュ。
レスキュードリル
2基の大型ドリルヘッドを機体両側面に、後部にディスクカッターを装備するドリルビークルで、現存するモデルとなる配備車輌が存在しないレスキューフォースのオリジナル装備。ドリル部分を左右入れ替えることでクラッシュローダーモードに変形可能（劇中未登場）。レスキューフェニックスの格納庫には後ろ向きの状態で収納されており、発進時に一端外に出た後に転回して進行方向に向かう。車体の色は青。
後にレスキューファイアーにて火炎魔人ドリルエンにされてしまい、この時、リベンジカエンで巨体化されたドリルエンからファイアー1が脱出のため、非常用補助席で操縦した。『レスキューファイアー』では、カスタムビークルのブラックタイプが登場する。
ドリルストライカー
レスキューストライカーとレスキュードリルの合体形態。ファイナルレスキューは巨大なドリルを超高速で回転させて目標に突撃するドリルブースト。使いようによっては破壊する以外にも人の手では動かせないような巨大なネジを回すなどの作業も可能である。『レスキューファイアー』でも登場した。
レスキューターボ
巨大なファンを車体上部に備えたビークル。ファン部分は旋回可能で、合体時にはブースターとしても使用可能。モデルは大型ブロアー車。車体の色は緑。『レスキューファイアー』では、カスタムビークルのレッドタイプが登場する。
ターボストライカー / ターボセイバー
レスキューストライカー（レスキューセイバー）とレスキューターボの合体形態。ファイナルレスキューはファンを高速回転させて竜巻を発生させ炎や煙をかき消すターボトルネード。
レスキュードーザー
建設車両型のビークルで、外観はオフロードダンプに近いが、前面を展開してバケットとしたブルドーザーモード、さらに前面と荷台部分をバケットとするドーザドライブモードがある。他のどのビークルより強大なパワーを誇るが、その分コントロールが難しいため、当初は封印されていた。車体の色は黒。『レスキューファイアー』では、カスタムビークルのブルータイプが登場する。 
ドーザーストライカー / ドーザーセイバー
レスキューストライカー（レスキューセイバー）とレスキュードーザーの合体形態。ファイナルレスキューは前方の2つの巨大バケットで障害物などを掴み、破壊するドーザードライブ。なお、ドーザーストライカーは玩具版の公式設定として存在する合体形態であり、劇中未登場である。
レスキュークレーン
レスキューダイバーと同じ時期に登場したクレーン車型のビークル。車体の色は水色。基本的な形状はレスキューライザーと同型。クレーンの先端に小型ドリルを突き出す形態もある。レスキューライザー同様に玩具では機体前部には小型ビークルを収納することが可能。なお、中型ビークルでは唯一、単体での大型ビークルとの合体を行っていない。レスキューライザーと同じくクレーン部に操縦席があり、最終決戦の際はR5が操縦してグレートゴッドストライカーに合体した。　『レスキューファイアー』では、カスタムビークルのグリーンタイプが登場する。
小型ビークル
レスキューフォースが災害現場に向かう際に搭乗するものや救助活動のサポートをする無人ビークルに分けられる。「※」付きは、玩具はトミカ仕様のものを使っているため裏にTOMICAのロゴがある。
ウェーブサーチ
レスキューストライカーの後部に搭載されている放水車型の無人ビークル。人の行けない場所に行き、偵察や救助を行う。放水機能も持っている。モデルは東京消防庁消防救助機動部隊に実際に配備されている無人放水車「デュアルファイター ドラゴン」。
パワーサーチ
レスキューストライカーの後部に搭載されているショベルカー型の無人ビークル。パワーはレスキューショベルに劣るが、細かい作業は得意。モデルはウェーブサーチと同様に消防救助機動部隊に実際に配備されている遠隔操作可能のパワーショベル「デュアルファイター セーバー」。『レスキューファイアー』4話でもウェーブサーチとともに登場した。
コアストライカー
R1専用のパトカー型ビークル。最高時速400kmを誇るスーパーマシン。高性能AIを搭載しており、状況分析や隊員と会話することも可能。レスキューストライカーに収納された際は、ストライカーの操縦席になる。当初は輝の行動を理解できず、論理に矛盾が生じることでシステムが混乱することもあったが、彼との連携を深めていくことが自身の学習に繋がると認識して以降、徐々に彼の良きパートナーとなっていく。後にR1の操縦技術に機体が追いつかなくなったため、コアストライカーマックスに強化改造された。またバーツとの最終決戦では熱い一面も見せた。
また、玩具にはカラーリングが異なる隊長機や、限定のゴールドも存在している。劇場版での「コアストライカーキャプテン」とは色調が少々違う。また、『レスキューファイアー』のレスキュートミカシリーズでも登場する。レスキューファイアーの後期EDでもCGで登場している。
コアセイバー
R2専用のRV車型ビークル。熱に強い超強化された装甲を持つ。メガトニックユニットにより加速可能。レスキューセイバーへの収納時にはセイバーの操縦席となる。カラーはダイヤモンドシルバーメタリック。また、『レスキューファイアー』のレスキュートミカシリーズでも登場する他、レスキューファイアーの後期EDでもCGで登場している。
コアエイダー
R4が主に使用する救急車型ビークル。様々な救命機材を搭載しており、どんな負傷に対しても適切な処置を行なうことが出来る。マイクロウエーブトリプルタービンを使用することで加速が可能。
コアストライカーマックス
コアストライカーを改造したR1専用の新型ビークル。地上最速のスピードを誇るハイパーマシンであり、最高時速は600kmにまで達する。クレーンハイパーハイオクのカードを使用することでレスキューストライカーを呼び、走りながら給油することも可能。リミッター解除・エンジンメガパワーにより驚異的な加速を見せる。カラーはモンテレーブルーカラークリアパールメタリック。また、『レスキューファイアー』のレスキュートミカシリーズでも登場する。『レスキューファイアー』の後期EDでもCGで登場している。
コアサーチ
R3が主に使用するパトロール用のビークル。小回りの利くボディで、素早く現場に駆けつける他、隊員の日常の足として使われることも多い。カラーはルミナスレッドメタリック。玩具はレスキューフォーストミカの方で先に発売され、その後に通常トミカとしてノーマルのノートが発売された。また、『レスキューファイアー』のレスキュートミカシリーズでも登場し、レスキューフォーストミカシリーズとは違って、サイレンが付き、カラーもレッドとシルバーのツートーンになっている。『レスキューファイアー』の後期EDではサイレンタイプがCGで登場している。
コアダイバー
玩具版でのカードの解説によると、コアセイバーの改良機で水陸両用ビークルとのこと。しかし、水上を走行するシーンは見られなかった。レスキューダイバーに収納時は、ダイバーの操縦席になる。劇中では、CGでレスキューダイバーに格納されるシーンのみの登場で、実車に関しては最後まで旧仕様のコアセイバーが使われていた。また『レスキューファイアー』のヘリファルコンの玩具版で付属されていた、レスキューダッシュ5 エキストラモデルとボディーカラーが一緒である。

#### レスキュースーツ
レスキューフォースの共通装備である強化スーツ。ベースカラーはオレンジ。基本的に形状は全員同じだが、女性隊員は腰の形状がスカート状になっている。装甲やラインのカラーは隊員ごとに異なり胸部装甲左側にコードネームがある。
ヘルメットの顔の部分は基本的に、黄色のメッシュバイザーで覆われている。例外としてR1マックスがオレンジ、初代R2・初代R4・RUが青、ダーエンが着装したR1が紫のバイザーになっている。外部から顔が見られないようになっているが、演出上、透けた状態で顔が見える表現をすることもある。両側のパトライトはファイナルレスキューなどの時に点滅する。ヘルメット部は着装後の着脱が可能。
バックパックにレスキューブレイカーが収納されており、左肩には酸素マスクが搭載されている。胸部装甲右側のピンを引き抜くことでスーツを強制排除することが可能。R1マックスは肩に装甲が追加され、ベースカラーが白になりラインがオレンジ、胸部装甲がクリアブルーになり、ピンがなくなっている。右腕にはマックスディバイダーが装備されている。
基本的に基地内の着装ブースでしか着装できないが、R1からR1マックスへのマックスアップはどこでも可能。一般人でも着装は可能だが、訓練を積んでいないため、まともに活動することは出来ない。

#### レスキューツール
レスキューフォースが戦闘および救助活動に用いる器具。
レスキューコマンダー
レスキューカードのプログラムを読み込み、レスキューフォースの特殊スーツの着装（ビルドアップ）やビークルへの指示を行なう総合ツール。各隊員でポイントのカラーが異なる。ファイナルレスキュー使用時にも必要。カード起動時の「ビルドアップ」「ハイパーアップ」などの音声は玩具製品でも再現されている。
マックスコマンダー
R1マックス専用のコマンダー。マックス着装の際にも使用される。
レスキューカード
着装やビークル指示を行なうためのプログラムが組み込まれた、特殊なカード。
レスキューブレイカー
レスキューフォースの共通装備である総合レスキューツール。スティック状の携帯モード「モバイルモード」から7つの形態に変形する。ネオテーラとの戦闘時には武器として使われる。続編に当たるレスキューファイアーでもファイアー2の専用装備として引き続き登場し、衝撃波を放つ「アックスストーム」が追加されている。
ブレイクハンマー
ハンマー形態。破砕を得意としており、障害物を粉々にうち砕く。
ブレイクアックス
斧形態。鋭い刃で障害物を叩き切る。
ブレイクピック
ピッケル形態。壁などに突き刺して高所へ登る。
ブレイクハンド
マジックハンド形態。グリップを持ち、銃のように使用する。重い物をどかしたり、隙間にある物を掴める。
ブレイクショット
簡易型情報分析形態。現場の状況を分析するための映像を撮る。デジタルカメラや地雷探知機としても使用可能。
ブレイクドリル
ドリル形態。掘削作業に使われる。
ブレイクロープ
ロープ形態。丈夫なロープを発射する。玩具のレスキューブレイカーにはこの機能は無い。
レスキュークラッシャー
新たに開発された大型レスキューツール。3種類の形態に変形することが出来る。マンティスモードとホエールモード、ドリルクラッシャーではレスキューコマンダーを合体させることでスペシャルモードとなり、各種専用カードを読み取らせることでスペシャル技が発動する。本編では2つ同時に使用されるシーンがあることから、少なくとも2つ存在する。
トランクモード
二つ折りにされた収納形態。現場への移送やレスキュービークルへの搭載時にはこの形態がとられる。
マンティスモード
先端に大型チェーンソーユニットを装着した形態。救助活動の障害となる物を切断する。スペシャル技はマンティスインパクトカードを読み取らせ、超高速回転したチェーンソーで特殊合金の防護壁をも切り裂くマンティスインパクト。
ホエールモード
先端に大型放水ユニットを装着した形態。強力な放水銃としてだけでなく、特殊消火剤や様々な化学成分の発射も可能。スペシャル技はホエールインパクトカードを読み取らせ、超圧縮された水の弾丸を発射して火災を一瞬で鎮火するホエールインパクト。
ドリルクラッシャー
レスキューブレイカー・ブレイクドリルとレスキュークラッシャーを合体させた形態。主にR3が使用する。スペシャル技はドリルインパクトカードを読み取らせ、高速回転する先端のドリルで障害物などを破壊するドリルインパクト。
マックスディバイダー
R1マックス専用のレスキューツール。普段は小型化した状態で右腕に装着されており、使用時には本来の大きさへと展開する。基本形態であるディスクカッター型の「ディバイダーモード」の他、側面の刃を展開した剣形態「ソードモード」、そして本体を180度回転させたドリル形態「ドリルモード」に変形。
ディバイダーモードの状態で側面にある3つのスイッチのどれかを押すことで、カッターから光の刃を放つソニックディバイダー、炎の刃を放つフレイムディバイダー、冷却物質を放ち、マグマを凍結させることなどが出来るアクアディバイダーの3種類の技を繰り出すことが可能である。
レスキューザンバー
新たに開発されたレスキューツールでどんな硬いものでも砕くことができる。

### ネオテーラ

#### 超災害発生メカ
クライシスメーカー
「超災害」を引き起こす発生源となる「人工災害発生機」。様々な形状があり、その形状と引き起こす超災害には関連性はない模様。人間にダメージを与える目的で起動されるものだが、三幹部が効果のとばっちりを受ける場合もある。
当初レスキューフォースはその存在を確認していなかったが、後にサーンがクライシスメーカーの存在をばらしてしまったことにより、存在が確認されたことを受け、起動前の即時回収をも視野に入れるようになった。また三幹部の頭脳に記憶されていたクライシスメーカーの情報を利用したエンドクライシスメーカーが存在する。
ズッケインが登場してからも使用されることがあり、生物に似た姿になって活動を行うことが多く、ダークコマンダーにより起動するようになっている。
テラリセッター
ダーエンが建造したクライシスメーカーに代わる超災害発生メカ。災害を発生させる目的で運用されるクライシスメーカーとは異なり、空中を浮遊しながらエネルギー波を周囲に放つことで破壊活動を行い、最終段階まで起動すると、周囲を全て砂漠化する。他の2種とは異なり、形状はいずれも金色の楕円形で統一されている。
最終的にダーエンは基地自体を巨大なテラリセッターに改造した。
ズッケイン
マーエンが送り込む巨大超災害発生メカ。2足歩行型で、発生させる超災害に応じて前方の巨大なアームの先端が異なる。三幹部の要請に応じてマーエンが承認を出した後、「メガトンクライシス発動」の掛け声と共にマールがダークコマンダーにカードをスラッシュすることにより地下から出現し、「メガトンクライシス」を発生させる。
3つのアームを装備し、オメガニウムと呼ばれる超エネルギーを搭載した特大サイズのオメガズッケインも投入された。その後は飛行型も投入される。名前の由来は図形。

#### その他
AIダーエン
かつて大淵が使用し、ダーエンの思考パターンをコピーした人工知能が搭載された黒いコアストライカーである。パトライトや前面のRマークなどが省略されており、劇中では大淵が輝の目の前に現れた際に乗車していたことから大淵先輩の車と呼ばれていた。
ダークストライカー
レスキューストライカーと同型の大型ビークル。黒を基調としたカラーリングを除き、性能面ではレスキューストライカーとほとんど差異はない。AIダーエンが機体前部に格納される。最後はレスキューマックスのマックスキャノンによって大破した。
ダークダーエン
AIダーエンによって制御を奪われたライザー、ショベル、ドリル、ターボ、ドーザーの5台の中型ビークルとダークストライカーが合体した形態。全身に装備したビークルを武器にレスキューストライカーを解体に追い込んだ。劇中でこの名称は使われておらず、DVD第7巻でこの名称が明らかになった。
ダークコマンダー
ズッケインに指示を送る小型コンピューター。毎回の超災害に合わせたカードをスラッシュすることで超災害を発生させる。また、マールがマーエンにメガトンクライシスを要請した際のズッケインの起動キーとしても使われる。
通常は機械的な口調だが、メガトンクライシスを発動する際には荒々しくなる。

## キャスト

### レギュラー・準レギュラー
- 轟輝 / R1 - 猪塚健太
- 陣雷響助 / R2 - 野口征吾
- 香月レイ / R3 - はるの
- 白木寿里 / R4 - 長谷川恵美
- 石黒鋭二 / R5 - 岩永洋昭
- 南部奈津乃 / RU - 早見優
- ダーエン / 大淵 - 和田圭市

### 声の出演
- コアストライカー音声、コアストライカーマックス音声、コアセイバー音声、レスキューコマンダー音声 - 中山大吾
- マール - クロちゃん（安田大サーカス）
- サーン - 団長安田（安田大サーカス）
- シーカ - HIRO（安田大サーカス）
- マーエン、ダークコマンダー音声 - 斎藤千和
- バーツ - 酒井敬幸
- ナレーター - 緒方文興（第1 - 26話）

### スーツアクター
- R1[1] - 中島厚也
- R2[1] - 山口照雄
- R3[1] - 渋江勝
- R4[1]、マール[1] - 田浦リオ
- R4[1] - 田口南
- R5[1]、R2[1] - 翁長卓
- R5[1]、サーン[1] - 井上雅稀
- RU[1] - 日野綾子
- シーカ[1] - 松井武士
- マーエン[1] - 高松泉
- マーエン[1] - 大谷千央

### ゲスト
括弧内は出演話数。
- マモル - 原田賢人（第1話）
- エリカ - 宮澤あかり（第2話）
- 御子柴源三 - 大石吾朗（第3話）
- ワタル - 榊枝優太（第3話）
- 畑かおる - 福永ちな（第3話）
- 竜司 - 鯨井康介（第4・46話）
- 轟輝（少年時代） - 中村恵史郎（第4話）
- 竜司（少年時代） - 佐々木陽向（第4話）
- 山岡 - 日下秀昭（第5話）
- 憲太 - 下山葵（第5話）
- 飛鳥 - 庭野結芽葉（第5話）
- 岡村尚美 - 白井小百合（第6・25・38・50話）
- ケン - 兵頭拓海（第6話）
- カズ - 熊地玲（第6話）
- トモ - 青木遼生（第6話）
- 藤城英吉（怪盗ぬれねずみ小僧） - 赤星昇一郎（第7話）
- 藤城一真 - 山本裕史（第7話）
- 春奈 - 田村杏子（第7話）
- サトル - 相馬智（第7話）
- ユウタ - 桑原悠太（第7話）
- 田中ケイタ - 関根碧海（第9話）
- 担任教師 - 稲田奈緒（第9話）
- 大貴 - 三瓶憂拓（第10話）
- 玉城 - ウイリー松浦（第10話）
- 夏目森博士の息子 - 濱口優（よゐこ）（第11話）
- 雨宮キララ - 長澤奈央（第12・46話）
- 山岸一平 - 並川倖大（第12話）
- 古川研究所所長 - 岸博之（第14話）
- 古川の助手 - 東海林愛美（第14話）
- 神田茜 - 沢井美優（第17話）
- 職人 - 武蔵拳（第17話）
- 神崎律子 - 渡辺奈緒子（第18・25・38・42・50話）
- 店主 - 佐藤正宏 （第18・19話）
- 尾地井 - 篠宮暁（オジンオズボーン）（第19話）
- 小須 - 高松新一（オジンオズボーン）（第19話）
- 福沢優斗 - 河合龍之介（第20話）
- 子供時代の優斗 - 小林拓人（第20話）
- 子供時代の寿里 - 奈良瞳（第20話）
- 佐伯文治 - 春海四方（第21・38・39）
- 子供時代の響助 - 山内翔平（第21話）
- 横綱 - 小杉茂一郎（第21話）
- 日本代表 - 森富士夫（第22話）
- メイド（マール人間型） - 浜田翔子（第23話）
- 執事（サーン人間型） - 嶋田豪（第23話）
- コック（シーカ人間型） - オレンヂ（第23話）
- かじかみさと - 倉内沙莉（第25話）
- 初代R1の声 - 和田圭市（第25話）
- 増田英彦（映画監督） - 増田英彦（ますだおかだ）（第26話）
- 岡田圭右（映画俳優） - 岡田圭右（ますだおかだ）（第26話）
- AIダーエンの声 - 和田圭市（第27話）
- 主婦 - 杉原杏璃（第28話）
- 救助者 - 千代谷美穂（第28話）
- 西村教官 - 宮内大（第29話）
- チャンプ内藤 - 内藤大助（第30話）
- タカシ - 正富元輝（第30話）
- ハル - 土屋匠（第30話）
- 松村 - 丸尾丸一郎（第31話）
- 白木源一郎 / R5 - 柴田秀勝（第32話）
- 直人 - 中村星哉（第33話）
- ススム - 神宮政宏（第33話）
- 白石 - 森川涼（第34話）
- 亜矢 - 美山加恋（第35話）
- 瀬口 - 安藤光造（第36話）
- 看護師 - 金井江里（第37話）
- 博士 - 海原はるか（海原はるか・かなた）（第39話）
- 助手 - 海原かなた（海原はるか・かなた）（第39話）
- 長谷山恵理 - 長谷川恵美（第40話）
- ミサキ - しのへけい子（第40話）
- 広報官 - 柳原哲也・平井善之（アメリカザリガニ）（第40話）
- 寿里・恵理吹替 - 吉冨加奈恵（第40話）
- 石黒鋭一 - 山崎画大（第41話）
- ヒカリ - 中村恵史郎（第41話）
- 浩介 - 佐々木陽向（第41話）
- ケイ - クリスティーン琴（第41話）
- 寿奈 - 松岡日菜（第41話）
- 石黒鋭一（少年時代） - 鈴木駿介（第41話）
- 石黒鋭二（少年時代） - 片貝健志（第41話）
- 結城悟 - 田中伸彦（第42話）
- 早瀬里美 - 福地香代（第43話）
- 研究員 - 山崎圭太、永瀬尚希（第43話）
- カイ（声） - 下和田裕貴（第43話）
- 隊員 - 川村あんな（第44話）
- RU（声） - 早見優（第45話）
- 南部千秋 - 北山向日葵（第45話）
- 光博 - 山﨑勝之（第47・51話）
- 徹平 - 吉川史樹（第47・51話）
- 徹平の母 - 乙黒えり（第47話）
- 神谷（第1期レスキューフォースのR2） - 市瀬秀和（第48話）
- 猪元昌樹 - 畠山紫音（第48話）
- 猪元謙三 - 飯島大介（第48話）
- 司会者 - 二木ちやこ（第48話）
- 健一 - 黒濱優至（第49話）
- 志朗 - 吉松亨真（第49話）
- 浩司 - 山崎蒼龍（第49話）
- 泉 - 井村空美（第51話）
- 奈美 - 根本澪（第51話）
- 早太 - 大隈祐輝（第51話）
- 光太郎 - 大石博久（第51話）
- 大河 - 中上海輔（第51話）
- ミキ - 山根風花（第51話）
- 理佐 - 岡村日向子（第51話）

## スタッフ
- 企画・原案 - 吉田剛（松竹）、平雄一郎（タカラトミー）、夏目卓弥（三井物産）
- シリーズ構成 - 猪爪慎一
- 脚本 - 川崎ヒロユキ、猪爪慎一、坂牧りょうた、大橋陽一郎、吉田玲子、山田隆司、大西信介、ますもとたくや、広田光毅
- VFXスーパーバイザー - 岩本晶
- CGディレクター - 伏見剛
- 音楽 - 若草恵
- 音楽制作 - 松竹音楽出版
- 音楽協力 - テレビ愛知ミュージック
- 協力 - 東京消防庁
- 撮影 - 鍋島淳裕
- 照明 - 溝淵健二
- 美術 - 寺井雄二
- 録音 - 飴田秀彦
- MA・選曲 - はたしょうじ
- 編集 - 伊藤伸行
- スクリプター - 二階堂舞子
- 助監督 - 満留浩昌
- 制作担当 - 佐々木孝裕、大谷久征
- ラインプロデューサー - 室橋忠
- 撮影助手 - 中村拓
- 照明助手 - 泉谷しげる[注 5]、手塚たけし、板垣英文
- 美術助手 - 吉田友衣子
- 録音助手 - 近藤崇生
- 装飾 - 山下順弘、山冨祥司、岩本智弘
- 衣裳 - 中村みのり
- メイク - 内城千栄子
- 操演 - 羽鳥博幸
- 造形 - 浅野柱
- 音響効果 - 浦畑将
- EED - 瀬川雅広
- EED助手 - 五十嵐淳
- 編集助手 - 佐々木弥生
- 制作デスク - 森川和歌子
- 企画プロデューサー - 田中尚美
- プロデューサー - 原直司（テレビ愛知）、小掛慎太郎（電通）、黒田徹（松竹）
- アソシエイトプロデューサー - 中嶋等（松竹）、前田典秋（タカラトミー）、江良圭（ドッグシュガー）
- 制作 - 松竹、DOGSUGAR
- アクション監督 - 大道寺俊典
- 監督 - 辻野正人、野間詳令、大道寺俊典、おかひでき、岩本晶、塩川純平
- 製作 - テレビ愛知、電通、「トミカヒーロー レスキューフォース」製作委員会（タカラトミー、三井物産、松竹、白組）

## 放映リスト
| 放送日        | 話数 | サブタイトル                                  | 監督       | 脚本           |
| ------------- | ---- | --------------------------------------------- | ---------- | -------------- |
| 2008年4月5日  | 1    | ファイナルレスキュー承認 爆鎮完了！           | 辻野正人   | 川崎ヒロユキ   |
| 4月12日       | 2    | 敵は太陽だ 爆裂的に鎮圧せよ                   | 辻野正人   | 川崎ヒロユキ   |
| 4月19日       | 3    | レスキューショベル 発進せよ                   | 野間詳令   | 猪爪慎一       |
| 4月26日       | 4    | 古里を守れ ライザーストライカー               | 野間詳令   | 猪爪慎一       |
| 5月3日        | 5    | ヒカル、寿里を助けろ 電磁の大蛇               | 大道寺俊典 | 坂牧りょうた   |
| 5月10日       | 6    | 子どもたちはレイが 虹の架け橋                 | 大道寺俊典 | 大橋陽一郎     |
| 5月17日       | 7    | 響助ピンチ かたい扉をこじあけろ               | おかひでき | 川崎ヒロユキ   |
| 5月24日       | 8    | コアストライカー 信じあう仲間                 | おかひでき | 川崎ヒロユキ   |
| 5月31日       | 9    | ドリルストライカー 心のネジを回せ             | 岩本晶     | 吉田玲子       |
| 6月7日        | 10   | みんなでたましいを リレーせよ                 | 岩本晶     | 猪爪慎一       |
| 6月14日       | 11   | はかせ登場 レスキュー特別講義                 | 塩川純平   | 大橋陽一郎     |
| 6月21日       | 12   | お天気おねえさんの ゆううつ                   | 辻野正人   | 山田隆司       |
| 6月28日       | 13   | 爆鎮完了を教えてくれ 約束の一撃               | 辻野正人   | 川崎ヒロユキ   |
| 7月5日        | 14   | 新たな敵だ まにあうのか響助                   | 野間詳令   | 猪爪慎一       |
| 7月12日       | 15   | どうしたヒカル ストライカーのない日           | 野間詳令   | 坂牧りょうた   |
| 7月19日       | 16   | レイと寿里 火事場の友情パワー                 | おかひでき | 川崎ヒロユキ   |
| 7月26日       | 17   | よろこぶ顔が見たい それぞれの魂               | おかひでき | 大橋陽一郎     |
| 8月2日        | 18   | 新人それとも大先輩？ Ｒ５登場                 | 大道寺俊典 | 猪爪慎一       |
| 8月9日        | 19   | 総司令の心配 突貫する石黒隊長                 | 大道寺俊典 | 川崎ヒロユキ   |
| 8月16日       | 20   | ガラスのくつを覚えてますか？ 寿里の初恋       | 野間詳令   | 山田隆司       |
| 8月23日       | 21   | 響助のあいぼう レスキュードーザー             | 野間詳令   | 大橋陽一郎     |
| 8月30日       | 22   | 見よ これが新たなコアストライカー             | おかひでき | 猪爪慎一       |
| 9月6日        | 23   | ヒカルとレイが迷い込んだ ふしぎな館           | 野間詳令   | 猪爪慎一       |
| 9月13日       | 24   | ダーエンのわな 危うし石黒隊長                 | おかひでき | 大橋陽一郎     |
| 9月20日       | 25   | マックス着装完了！ 新たなるＲ１               | 大道寺俊典 | 川崎ヒロユキ   |
| 9月27日       | 26   | オニ監督登場 レスキュー映画撮影               | 塩川純平   | 坂牧りょうた   |
| 10月4日       | 27   | 究極合体！ レスキューマックス出場             | 岩本晶     | 川崎ヒロユキ   |
| 10月11日      | 28   | ダーエンの娘 マーエンなのダー                 | 岩本晶     | 猪爪慎一       |
| 10月18日      | 29   | 私も乗りたい レイの大型レスキュー             | 岩本晶     | 大橋陽一郎     |
| 10月25日      | 30   | チャンプ内藤登場 魂のゴングを鳴らせ           | 野間詳令   | 猪爪慎一       |
| 11月1日       | 31   | カチカチキンに負けるな ドリルドーザー         | 野間詳令   | 大西信介       |
| 11月8日       | 32   | どうしてきたの？ 武道家じいちゃん             | 大道寺俊典 | 山田隆司       |
| 11月15日      | 33   | ビークル交換？ 息をあわせて爆鎮だ！           | 塩川純平   | ますもとたくや |
| 11月22日      | 34   | 戦いはあくまで 人命救助のために               | 辻野正人   | 川崎ヒロユキ   |
| 11月29日      | 35   | 超災害で野菜が消えた 君ならどうする？         | 辻野正人   | 大西信介       |
| 12月6日       | 36   | 緊急発進！ レスキューマックスを救出せよ       | 野間詳令   | 猪爪慎一       |
| 12月13日      | 37   | ヒカルが隊長？ そして２台のズッケイン         | 野間詳令   | 大橋陽一郎     |
| 12月20日      | 38   | 決戦！ 勝負はゴッドストライカー               | 辻野正人   | 猪爪慎一       |
| 12月27日      | 39   | ようこそレスキューダイバー さよなら石黒隊長   | 辻野正人   | ますもとたくや |
| 2009年1月10日 | 40   | 寿里がふたり？ アイドルだってレスキューしたい | 辻野正人   | 川崎ヒロユキ   |
| 1月17日       | 41   | 隊長の兄登場 ハイパーレスキュー大特集         | 野間詳令   | 大橋陽一郎     |
| 1月24日       | 42   | とうとうヒカルに後輩が これがオレの生き方だ   | おかひでき | 猪爪慎一       |
| 1月31日       | 43   | ありがとうレイ キツネの話は忘れない           | おかひでき | 大西信介       |
| 2月7日        | 44   | 響助がっくり アニキ度ナンバー１はだれ？       | おかひでき | 山田隆司       |
| 2月14日       | 45   | 総司令が着装！ 新ビークルとＲＵ               | 野間詳令   | 川崎ヒロユキ   |
| 2月21日       | 46   | ヒカルは変わらない 年中無休レスキュー魂       | 野間詳令   | 広田光毅       |
| 2月28日       | 47   | いそげレイ 親子のきずなを救え                 | 塩川純平   | 猪爪慎一       |
| 3月7日        | 48   | どうする響助 もうひとりのＲ２                 | おかひでき | 大西信介       |
| 3月14日       | 49   | マーエンの切り札 わなにおちたマックス         | 辻野正人   | 猪爪慎一       |
| 3月21日       | 50   | 最終決戦！ すべてのビークルを合体せよ         | 辻野正人   | 川崎ヒロユキ   |
| 3月28日       | 51   | キミがあしたの レスキューフォースだ           | 辻野正人   | 猪爪慎一       |

2009年1月3日は正月特番のため休止。

## 主題歌

### オープニング
「STORY」（第1話 - 第26話）
歌: camino、レーベル: tearbridge records、作詞: HAYATO+TAKA、作曲: KIKU、編曲: camino
この番組のために作られたTVバージョンの歌が使われており、CDには4曲目に収録されている。通常版とは歌詞の一部が違っており、歌も1番のみ。本編の挿入歌としても使用され、新OPに変更された後も、引き続き使用されている。
「The Life」（第27話 - 第51話）
歌: camino、レーベル: tearbridge records、作詞: HAYATO+TAKA、作曲: TAKA、編曲: camino
本編では不定期的に挿入歌として使用された。

### エンディング
各エンディングのラストカットでは、「次回をお楽しみに」というポスターが表示されるが、最終話では、ダイジェスト仕様で「ばくちんかんりょう！」というポスターが表示された。また、第3・4・6話では、ダイジェスト仕様のため、ポスター表示なし。
「ココロハコブ」（第1話 - 第26話）
歌: TRIPLANE、レーベル: tearbridge records、作詞・作曲: 江畑兵衛、編曲: TRIPLANE、笹路正徳
本来はTRIPLANEの2ndアルバム「ココロ晴れたら」に収録されているものだったが、テレビバージョンとして歌詞の一部を変えたものがシングル「夏が終われば」の2曲目にフルサイズで収録されている。また、第22話のエンディングからはTRIPLANEのメンバーが出演している。
「ありがとう」（第27話 - 第44話）
歌: 木山裕策、レーベル: tearbridge records、作詞・作曲: 多胡邦夫、編曲: 中村康就
「ハレバレ」（第45話 - 第51話）
歌: 2BACKKA、レーベル: tearbridge records、作詞: HAMMER/Mago/JIN、作曲・編曲: JIN

## 放送局
| 放送地域       | 放送局             | 放送期間                                              | 放送時間                                      | 系列           | 備考              |
| -------------- | ------------------ | ----------------------------------------------------- | --------------------------------------------- | -------------- | ----------------- |
| 愛知県         | テレビ愛知         | 2008年4月5日 - 2009年3月28日                          | 土曜 8:00 - 8:30                              | テレビ東京系列 | 制作局            |
| 関東広域圏     | テレビ東京         | 2008年4月5日 - 2009年3月28日                          | 土曜 8:00 - 8:30                              | テレビ東京系列 |                   |
| 大阪府         | テレビ大阪         | 2008年4月5日 - 2009年3月28日                          | 土曜 8:00 - 8:30                              | テレビ東京系列 |                   |
| 北海道         | テレビ北海道       | 2008年4月5日 - 2009年3月28日                          | 土曜 8:00 - 8:30                              | テレビ東京系列 |                   |
| 岡山県・香川県 | テレビせとうち     | 2008年4月5日 - 2009年3月28日                          | 土曜 8:00 - 8:30                              | テレビ東京系列 |                   |
| 福岡県         | TVQ九州放送        | 2008年4月5日 - 2009年3月28日                          | 土曜 8:00 - 8:30                              | テレビ東京系列 |                   |
| 大分県         | 大分朝日放送       | 2008年4月13日 - 2009年4月12日                         | 日曜 6:30 - 7:00                              | テレビ朝日系列 |                   |
| 愛媛県         | 愛媛朝日テレビ     | 2008年4月19日 - 2009年3月28日 2009年4月4日・4月11日   | 土曜 7:00 - 7:30 土曜 6:30 - 7:30             | テレビ朝日系列 |                   |
| 沖縄県         | 琉球朝日放送       | 2008年4月26日 - 2009年4月11日                         | 土曜 6:30 - 7:00                              | テレビ朝日系列 | [ 注 6 ] [ 注 7 ] |
| 広島県         | 広島ホームテレビ   | 2008年4月26日 - 2009年4月18日                         | 土曜 7:00 - 7:30                              | テレビ朝日系列 |                   |
| 福島県         | 福島中央テレビ     | 2008年4月26日 - 2009年4月18日                         | 土曜 10:00 - 10:30                            | 日本テレビ系列 |                   |
| 新潟県         | 新潟テレビ21       | 2008年4月27日 - 2009年4月12日                         | 日曜 6:30 - 7:00                              | テレビ朝日系列 | [ 3 ]             |
| 宮城県         | 東日本放送         | 2008年4月28日 - 2009年4月27日                         | 月曜 16:24 - 16:54                            | テレビ朝日系列 |                   |
| 岩手県         | 岩手めんこいテレビ | 2008年4月29日 - 2009年4月28日                         | 火曜 16:54 - 17:24                            | フジテレビ系列 |                   |
| 長崎県         | 長崎放送           | 2008年5月11日 - 2009年4月26日                         | 日曜 10:30 - 11:00                            | TBS系列        | [ 注 7 ]          |
| 長野県         | 長野放送           | 2008年5月14日 - 2009年4月15日 2009年4月18日 - 5月2日  | 水曜 15:30 - 16:00 土曜 5:00 - 5:30           | フジテレビ系列 |                   |
| 熊本県         | 熊本朝日放送       | 2008年5月18日 - 2009年5月17日                         | 日曜 6:30 - 7:00                              | テレビ朝日系列 |                   |
| 静岡県         | テレビ静岡         | 2008年5月24日 - 2009年5月16日                         | 土曜 11:00 - 11:30                            | フジテレビ系列 |                   |
| 滋賀県         | びわ湖放送         | 2008年6月10日 - 2009年6月9日                          | 火曜 17:15 - 17:45                            | 独立局         |                   |
| 京都府         | KBS京都            | 2008年7月4日 - 2009年6月19日                          | 金曜 17:00 - 17:30                            | 独立局         |                   |
| 石川県         | 北陸放送           | 2008年10月2日 - 2009年3月19日 2009年3月26日 - 10月8日 | 木曜 16:25 - 16:52 木曜 15:58 - 16:25         | TBS系列        | [ 注 7 ]          |
| 日本全国       | キッズステーション | 2008年9月12日 - 2009年5月8日 2009年5月15日 - 9月4日   | 金曜 14:30 - 15:00 金曜 10:30 - 11:00         | CS放送         |                   |
| 日本全国       | キッズステーション | 2009年5月31日 - 11月22日                              | 日曜 7:00 - 8:00                              | CS放送         |                   |
| 日本全国       | キッズステーション | 2009年10月1日 - 12月10日                              | 平日 16:00 - 16:30                            | CS放送         |                   |
| 日本全国       | キッズステーション | 2010年4月11日 - 10月3日                               | 日曜 6:00 - 7:00                              | CS放送         |                   |
| 日本全国       | キッズステーション | 2010年5月6日 - 7月15日                                | 平日 6:30 - 7:00 再放送：平日 14:00 - 14:30   | CS放送         |                   |
| 日本全国       | キッズステーション | 2010年10月12日 - 12月20日                             | 平日 27:30 - 28:00 再放送：平日 26:00 - 26:30 | CS放送         |                   |
| 日本全国       | BS松竹東急         | 2022年10月9日 -                                       | 日曜 23:30 - 24:00                            | BS放送         | 字幕放送          |

- 制作局のテレビ愛知では本放送に並行する形で再放送が行われていた。

## 映像ソフト化
- 2008年7月25日 - 2009年7月29日にかけてDVDが発売。全13巻で各巻4話[注 11]収録。初回版には限定カラートミカや、ソフビ人形が同梱されている。字幕表示機能付き。

## 特典DVD
『トミカヒーローレスキューフォース・トミカヒーローレスキューファイアー R1→ファイアー1 W爆鎮ムービー 〜うけつがれるレスキュー魂〜』